# Pablo Nasarre
Pablo Nasarre o Nassarre (Alagón, Zaragoza; 1650 - Zaragoza; 1730) fue un religioso, organista y compositor de música español. La obra Escuela Música según la práctica moderna lo convirtió en uno de los más importantes teóricos de la música barroca.

## Biografía
Nacido en Alagón en 1650, Nassarre era ciego de nacimiento. Se trasladó a Daroca para recibir clases de Pablo Bruna, El Ciego de Daroca. A los 22 años se hace franciscano y un año después ingresa en el Real Convento de San Francisco de Zaragoza, donde será el organista hasta su muerte. Abrió una escuela de armonía y contrapunto, donde José de Torres y Joaquín Martínez de la Roca fueron alumnos suyos.
De su obra sólo se ha conservado un villancico, Arde en incendio de amor (1685), tres tocatas, un tiento y dos versos para órgano. Además de Escuela Música según la práctica moderna escribió y publicó los cuatro tratados que forman Fragmentos músicos, publicados entre Zaragoza y Madrid entre 1683 y 1700, que contienen reglas sobre el canto de órgano, contrapunto y composición, en forma de diálogo. El libro, que sirve de obra preliminar para Escuela Música, fue reeditado en Madrid en 1750.
En 1723 se publicó en Zaragoza el segundo tomo de Escuela Música según la práctica moderna, que trata del sonido, el canto llano y de órgano, las proporciones musicales y las especies de consonancias y disonancias, y en 1724 el primero, que versa sobre los contrapuntos, las glosas y las funciones de los maestros de capilla y organistas. Influido por el tratadista medieval Boecio, la obra es un compendio enciclopédico de la música del siglo XVIII español, para cuya comprensión resulta imprescindible. Su obra va desde la especulación musical teórica hasta las materias prácticas e incluye definición y efectos de la música, canto llano, metros y modos de la polifonía, contrapunto, prácticas de ornamentación. Fue un conservador de la tradición española frente a las innovaciones italianas y tuvo incuestionable autoridad entre los teóricos españoles posteriores hasta los duros ataques de Antonio Eximeno.